# ルードヴィッヒ・ビーアマン
ルートヴィヒ・ビーアマン（Ludwig Franz Benedikt Biermann、1907年3月13日 - 1986年1月12日) はドイツの宇宙物理学者である。彗星の尾（イオンテール）の動きから、それに働く力を計算し、太陽光の放射圧力以外の力があることを予測し、太陽風の存在を予測した。
ハノーファ工科大学などで学び、ゲッティンゲン大学で学位を得た。いくつかの大学で研究した後、ゲッティンゲン、その後ミュンヘンのマックス・プランク研究所（物理、宇宙物理）の所長となった。太陽の研究を行い、後にプラズマ物理学、太陽や銀河の磁場の研究を行った。

## 受賞歴
- 1967年: ブルース・メダル
- 1973年: エミール・ヴィーヘルト・メダル
- 1974年: イギリス王立天文学会ゴールドメダル
- 1980年: カール・シュヴァルツシルト・メダル

## 命名
- 小惑星：(73640) Biermann[1]
- ドイツ天文学会が若手研究者に贈るルートヴィヒ・ビーアマン賞